# Tadeusz Lewandowski (funkcjonariusz)
Tadeusz Lewandowski (ur. 30 marca 1927 w Łodzi, zm. 25 września 2014) – pułkownik, funkcjonariusz Milicji Obywatelskiej i aparatu bezpieczeństwa PRL.

## Życiorys
Syn Adama i Stanisławy. W 1959 ukończył technikum ekonomiczne w Sopocie, a 1970 Wydział Prawa UAM w Poznaniu.
Od 1945 w ZWM i PPR, 19 lipca 1945 został młodszym referentem gminnym PUBP w Tczewie, a 1 września 1947 referentem PUBP w Tczewie. Od 1 października 1947 starszy referent Referatu V PUBP w Tczewie, 1947–1948 słuchacz kursu Szkoły Specjalnej Wojewódzkiego Urzędu Bezpieczenstwa Publicznego  w Gdańsku, potem od 1 kwietnia 1948 referent Sekcji 4 Wydziału IV tego WUBP. 1 maja 1949 skierowany do PUBP w Sopocie jako starszy referent sekcji 4, od 1 stycznia 1950 p.o. kierownika tej sekcji, a od 1 czerwca 1950 starszy referent w Kierownictwie PUBP. Od 1 sierpnia 1950 starszy referent PUBP w Pruszczu Gdańskim, od 1 czerwca 1951 zastępca szefa PUBP w Lęborku.
Od września 1951 do sierpnia 1952 słuchacz Rocznej Szkoły MBP w Legionowie, a od 1 września 1952 zastępca szefa PUBP w Wejherowie. Od 1 marca 1953 kierownik sekcji Wydziału Szkolenia WUBP w Gdańsku, później starszy instruktor, od 1 lipca 1955 kierownik sekcji, od 1 maja 1956 zastępca kierownika Miejskiego Urzędu ds. Bezpieczeństwa Publicznego w Gdyni. 31 stycznia 1957 na własną prośbę zwolniony, 1 lutego 1959 przyjęty ponownie jako starszy oficer operacyjny Sekcji I Wydziału III Komendy Wojewódzkiej MO w Gdańsku. Później kierował Grupami w Wydziale II SB KW MO w Gdańsku, od 1 marca 1967 kierownik Samodzielnej Sekcji Informacji i Sprawozdawczości SB tej komendy, od 1 czerwca 1967 zastępca naczelnika Wydziału Ogólnego, od 16 maja 1968 starszy inspektor Inspektoratu Kierownictwa SB KW MO. 1974 przeniesiony do centrali MSW w Warszawie, od 16 sierpnia inspektor Departamentu I MSW - od 1 lutego 1975 rezydent Departamentu I MSW w Wiedniu pod przykryciem pracownika PHZ "Polcargo" w Gdyni. Od jesieni 1979 ponownie w Gdańsku, od 1 lutego 1980 do 28 lutego 1982 starszy inspektor przy zastępcy komendanta wojewódzkiego MO ds. SB w Gdańsku.

## Awanse
- Sierżant (1947)
- Starszy sierżant (1948)
- Chorąży (1949)
- Podporucznik (1951)
- Porucznik (1954)
- Kapitan (1961)
- Major (1965)
- Podpułkownik (1969)
- Pułkownik (1982)

## Odznaczenia
- Krzyż Komandorski Orderu Odrodzenia Polski (1983)[3]
- Krzyż Oficerski Orderu Odrodzenia Polski (1979)
- Krzyż Kawalerski Orderu Odrodzenia Polski (1969)
- Srebrny Krzyż Zasługi (1959)
- Medal 10-lecia Polski Ludowej (1955)
- Srebrny Medal Za zasługi dla obronności kraju (1973)
- Brązowy Medal Za zasługi dla obronności kraju (1969)
- Srebrna Odznaka im. Janka Krasickiego (1963)
- Srebrna Odznaka Za zasługi w ochronie porządku publicznego (1980)
- Brązowa Odznaka Za zasługi w ochronie porządku publicznego (1974)
- Brązowa Odznaka W Służbie Narodu (1955)
- Srebrna Odznaka W Służbie Narodu (1967)
- Złota Odznaka W Służbie Narodu (1975)